# Лау Джон Джау
Лау Джон Джау, справжнє ім'я Лю Цзюньчжоу (1870-1939) — китайський фахівець з вирощування та переробки чаю, який працював у 1893—1926 управителем чайними плантаціями в Чакві на південному заході Грузії. Відіграв ключову роль у становленні виробництва грузинського чаю.

## Біографія
Лю Цзюньчжоу народився 1870 року в провінції Гуандун, отримавши при народженні ім'я Лю Чжаопен (кит. трад. 刘兆彭). Він походив з народності хакка і простежував свій родовід на 76 поколінь до засновника імперії Хань Лю Бана. У 1885 році, п'ятнадцятирічним юнаком, він вирушив до Чжецзяна вчитися чайної справи, і в 1888 році познайомився з Костянтином Семеновичем Поповим, племінником і спадкоємцем російського торговця чаєм Костянтина Абрамовича Попова . У листопаді 1893 на запрошення К. С. Попова Лю Цзюньчжоу разом з десятьма іншими фахівцями прибув до Батумі для організації в околицях міста чайних плантацій .
Разом з китайськими фахівцями прибули саджанці та насіння чайного куща, які були висаджені на ділянках, придбаних Поповим на околицях села Чакві поблизу Батумі. У 1896 році Лау Джон Джау (так Лю Цзюньчжоу писав своє ім'я кирилицею) перевіз у Чакві свою родину. Того ж 1896 року він приготував перший чай із вирощеного ним на Кавказі листя, а 1900 року його чай отримав на Всесвітній виставці в Парижі велику золоту медаль.
Успіх плантацій Попова став основою державних вкладень у чайну справу. У 1901 Лау Джон Джау прийняв запрошення Удільного відомства, що створював державні плантації чаю в Чакві, і перейшов на держслужбу як завідувач державної Чаквінської чайної факторії . В 1908 за довготривалу службу Лау Джон Джау був нагороджений орденом Станіслава третього ступеня, ставши першим китайським підданим, який отримав російський орден .
У 1911 році з дозволу влади Лау Джон Джау придбав землі поблизу Батумі й створив власну чайну плантацію, випустивши чай під власною етикеткою «Лау Джон Джау» .
Під час військових дій Першої світової війни і включення Грузії до складу СРСР, державні та приватні чайні плантації прийшли в запустіння і конфісковані радянською владою. В 1921 році Лау Джон Джау був прийнятий на роботу в Наркомзем Аджарської АРСР і брав участь у відновленні виробництва чаю в Грузії . У 1925 році радянська влада нагородила його Орденом Трудового Червоного Прапора .
Лау Джон Джау скептично ставився до механізації та інтенсифікації чайної галузі, консервативно віддаючи перевагу ручній праці та традиційним інструментам. Така позиція призвела до конфлікту з політикою радянської влади, що вимагала дешевого чаю у великому обсязі, і він став об'єктом критики колег та преси, які звинувачували його в ретроградстві та перешкоджанні прогресу . У 1926 році Лау Джон Джау відмовився від запропонованого йому радянського громадянства і повернувся до Китаю, де помер у 1939 році в Харбіні.